# دیو ماستین
دیوید اسکات ماستین (انگلیسی: David Scott Mustaine؛ زادهٔ ۱۳ سپتامبر ۱۹۶۱) موسیقی‌دان آمریکایی است. او بنیان‌گذار مشترک، خوانندهٔ اصلی، ترانه‌سرای اصلی و تنها عضو همیشگی گروه موسیقی ترش متال مگادث است. ماستین شانزده آلبوم استودیویی با مگادث منتشر کرده است و بیش از ۵۰ میلیون نسخه از آثارشان در سراسر جهان به فروش رفته است. مگادث در سال ۲۰۱۷ برای تک‌آهنگ «دیستوپیا» از آلبومی به همین نام، برندهٔ جایزه گرمی برای بهترین اجرای متال شد.
پیش از پایه‌گذاری مگادث، ماستین گیتاریست اصلی متالیکا بود اما نامش در هیچ آلبومی ظاهر نشد. با این حال، او به‌عنوان نویسنده چهار ترانه از همه‌شان را بکش و دو ترانه از سوار بر آذرخش اعتبار دارد. اعضای دیگر تصمیم گرفتند ماستین را به‌دلیل سوء مصرف مواد مخدر و الکل و همچنین رفتار خشونت‌آمیز پیش از جلسات ضبط در ۱۱ آوریل ۱۹۸۳ اخراج کنند. ماستین پس از آن به تشکیل مگادث اقدام کرد.

## زندگی
دیو ماستین در ۱۳ سپتامبر ۱۹۶۱ در منطقه‌ای در جنوب کالیفرنیا به دنیا آمد. پدرش معتاد به الکل و شخصی تندخو بود و مادرش اغلب اوقات دیو را به بستگان‌شان می‌سپرد تا از او مراقبت کنند. او بیشتر جوانی خود را با مادر و خواهرانش می‌گذراند در حالی که به خاطر اجتناب از رابطه با پدرش مجبور بودند دائماً نقل مکان کنند. ماستین از طریق خواهر بزرگترش با موسیقی آشنا شد. این آشنایی، اوائل در حد علاقه به خوانندگانی چون کت استیونس خلاصه می‌شد اما مدتی بعد و زمانی که به سن نوجوانی رسید به یک طرفدار سرسخت موسیقی متال تبدیل شد. ماستین هیچ‌گاه بابت اشتیاقش به این موسیقی تشویق نشد و غالباً به خاطر علاقه‌اش به هوی متال تحقیر می‌شد.

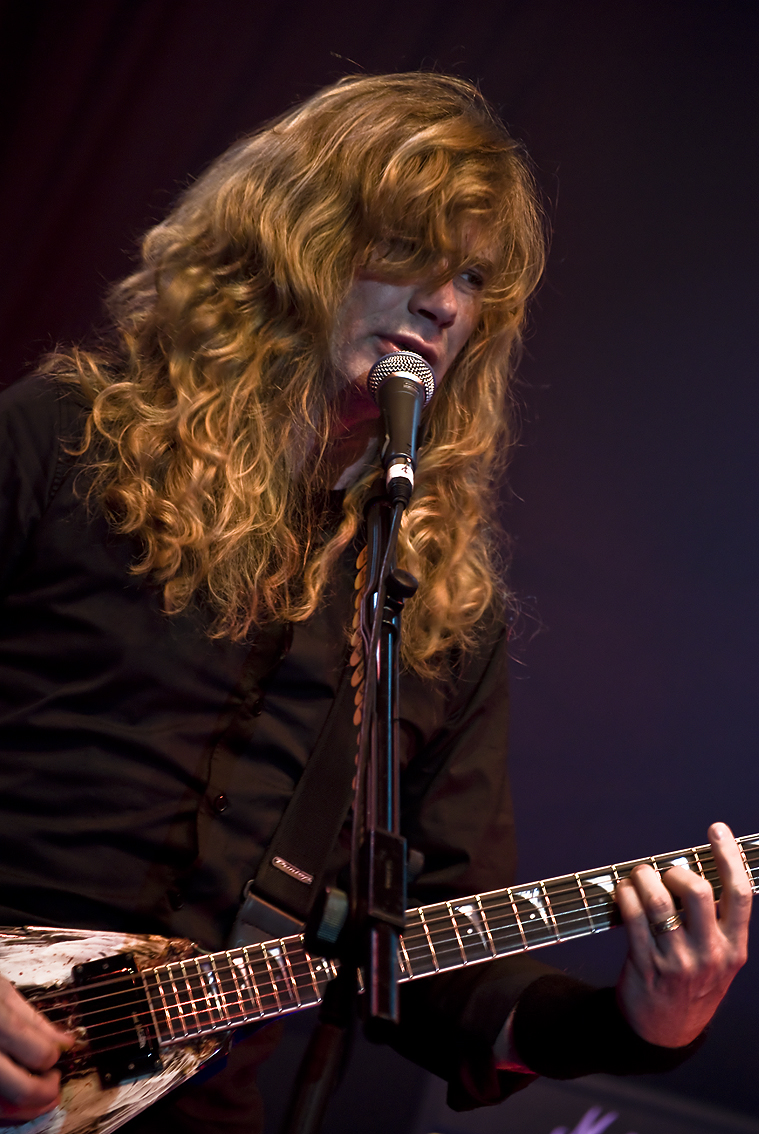
دیو ماستین در حال اجرا (۲۰۰۹)

از هفده سالگی به دلیل ناسازگاری‌های پدرش خانه را ترک گفت و در آپارتمانی که کرایه کرده بود به تمرین گیتار می‌پرداخت. مدتی بعد به الکل و در پی آن به مصرف مواد مخدر روی آورد و در یک دورهٔ کوتاه به فروش مواد مخدر مشغول شد. این کسب و کار جدید به آشنایی بیشتر او با بزرگان موسیقی متال انجامید. این اتفاق زمانی افتاد که یکی از مشتریانش به وی پیشنهاد کرد به جای پرداخت وجه، تعدادی از آلبوم‌های موج نو هوی متال انگلیسی، از قبیل آیرون میدن، ونوم، ساکسون و موتورهد را به دیو ماستین بدهد.
در سال‌های پایانی دههٔ هفتاد یعنی از ۱۳ سالگی خود، بدون آموزگار شروع به نواختن گیتار کرد و مدت کوتاهی به عنوان گیتاریست گروه پَنیک با آنها همکاری کرد. در سال ۱۹۸۱ از پَنیک جدا شد و در اوایل سال ۱۹۸۲ از طریق یک آگهی در روزنامهٔ محلی The Recycler که موضوعش درخواست همکاری یک گروه تازه‌کار با یک لیدگیتاریست بود، به جیمز هتفیلد و لارس اولریک در متالیکا پیوست. همکاری ماستین با متالیکا کمتر از دو سال دوام آورد و اعضای گروه، به خاطر اعتیادش به الکل و مواد مخدر و برخی اختلاف‌های پیش‌آمده بین او و هتفیلد و اولریش، عذرش را خواستند. آن‌ها در نهایت یک روز صبح برای دِیو بلیط اتوبوس گرفتند و او را راهی کالیفرنیا کردند.
گفته می‌شود که در یک روز، دیو سگ خود را به تمرین گروه آورد. سگ روی ماشین بیسیست متالیکا ران مک گاونی پرید و رنگ را خراشید. گفته می‌شود که هتفیلد بر سر سگ دیو فریاد زد و به او لگد زد که باعث شد ماستین به‌طور فیزیکی به هتفیلد و مک‌گاونی حمله کند و اولریش را مورد آزار لفظی قرار دهد. ماستین به علت مشاجره و درگیری اخراج شد، اما روز بعد، ماستین درخواست کرد که به گروه بازگردد و با درخواست او موافقت شد.
حادثه دیگری زمانی رخ داد که دیو در حال نوشیدن آب جو بود و قوطی آبجو را روی گردن و داخل پیک‌آپ‌های بیس (باس) مک‌گاونی ریخت که منجر به آسیب‌های جانبی شد. مک گاونی ادعا کرد که از خسارت جانبی بی اطلاع بوده و پس از وصل کردن بیس خود به آمپلیفایر، شوک الکتریکی دریافت کرده است. با این حال، ماستین این ادعا را رد کرد و اظهار داشت که مک‌گاونی در زمان وقوع حادثه حضور داشته و سعی نکرده است که باس خود را وصل کند. مک گاونی سپس به ماستین و هتفیلد گفت که خانه او را ترک کنند و اندکی بعد گروه را ترک کرد.
در سال ۱۹۸۳ او با دیوید الفسن نوازنده گیتار بیس آشنا شد. آشنایی آنها به شکل‌گیری گروه مگادث انجامید که بعدها به عنوان یکی از بهترین گروه‌های سبک ترش متال شناخته شد. ماستین در سال ۱۹۹۱ با پاملا کَسلبری ازدواج کرد که حاصل آن تا به امروز یک فرزند پسر به نام جاستیس دیوید و یک دختر به نام الکترا نیکول بوده است، که جاستیس همراه با پدرش کارهای ضبط آلبوم و تورها را اداره می‌کند و الکترا دخترش نیز، خوانندهٔ سبک کانتری است که در مسیر موفقیت است.

## زندگی شخصی
ماستین در خانوادهٔ پیرو شاهدان یهوه به دنیا آمد. او اکنون به‌عنوان مسیحی ایمان بازیافته شناخته می‌شود. ماستین در طول زندگی خود در دوره بازپروری بوده و با مشکلات وابسته به الکل و مواد مخدر مبارزه کرده است. او در سال ۲۰۱۹ به سرطان حنجره مبتلا شد.
ماستین در سال ۱۹۹۱ با پاملا ان کسلبری ازدواج کرده و از او دو فرزند به نام‌های الکترا و جاستیس ماستین دارد.

## تجهیزات موسیقی
ماستین در ابتدا (زمانی که در گروه پَنیک عضو بود) از گیتارهای بی‌سی ریچ استفاده می‌کرد. بعدها او به استفاده از گیتارهای جکسون، ای‌اس‌پی و دین (سری اختصاصی خودش با نام Dean VMNT) روی آورد. در سال ۲۰۰۵ کمپانی ای‌اس‌پی، گیتارهای سری Axxion را به عنوان سری اختصاصی دیو ماستین و به مناسبت بیست سالگی مگادث روانهٔ بازار کرد.

## جوایز و افتخارها
نشریهٔ بریتانیایی متال همر در مراسم سالیانهٔ «جوایز خدایان طلایی» سال ۲۰۰۷ عنوان «پروردگار ریف» را به دیو ماستین داد.
در سال ۲۰۱۵ نیز متال همر به دیو نشان خدای طلایی (Golden God) را داد.
او به دلیل استفاده از تکنیک خود با نام اسپایدر کورد، جایگاه والایی از سوی نوازندگان و منتقدان موسیقی دارد.